# Sojuz 22
Sojuz 22 (ryska: Союз-22) var en flygning i det sovjetiska rymdprogrammet. Farkosten sköts upp från Kosmodromen i Bajkonur med en Sojuz-raket den 15 september 1976. Uppdraget var att fotografera jorden. Sojuz-skeppet som användes var det skepp som varit backup för Sojuz 19 i ASTP året innan. För denna flygning hade man modifierat Sojuz-skeppet ytterligare och bytt ut dockningsmekanismen mot en kamera. Farkosten återinträdde i jordens atmosfär och landade i Sovjetunionen den 23 september 1976.